# Friedlanderia
Friedlanderia és un gènere d'arnes de la família Crambidae.

## Taxonomia
- Friedlanderia cicatricella (Hübner, 1824)
- Friedlanderia phaeochorda (Turner, 1911)